# Sarcocornia ambigua
Sarcocornia ambigua är en amarantväxtart som först beskrevs av André Michaux, och fick sitt nu gällande namn av M. A. Alonso och Manuel Benito Crespo. Sarcocornia ambigua ingår i släktet Sarcocornia och familjen amarantväxter. Inga underarter finns listade i Catalogue of Life.

## Bildgalleri

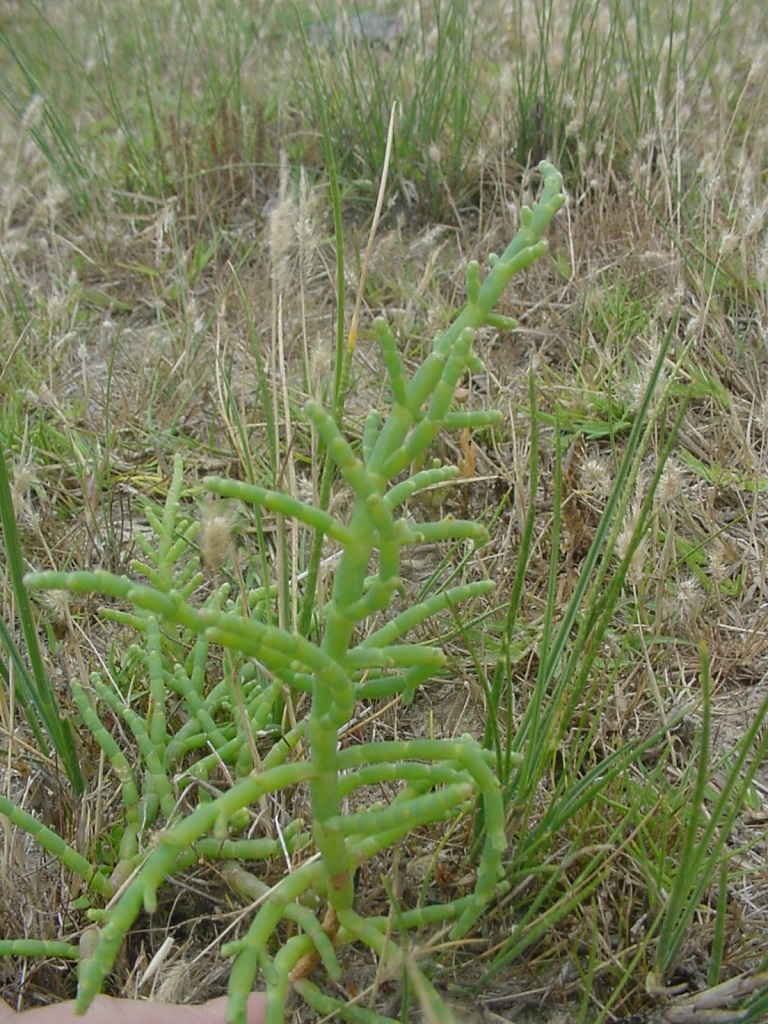
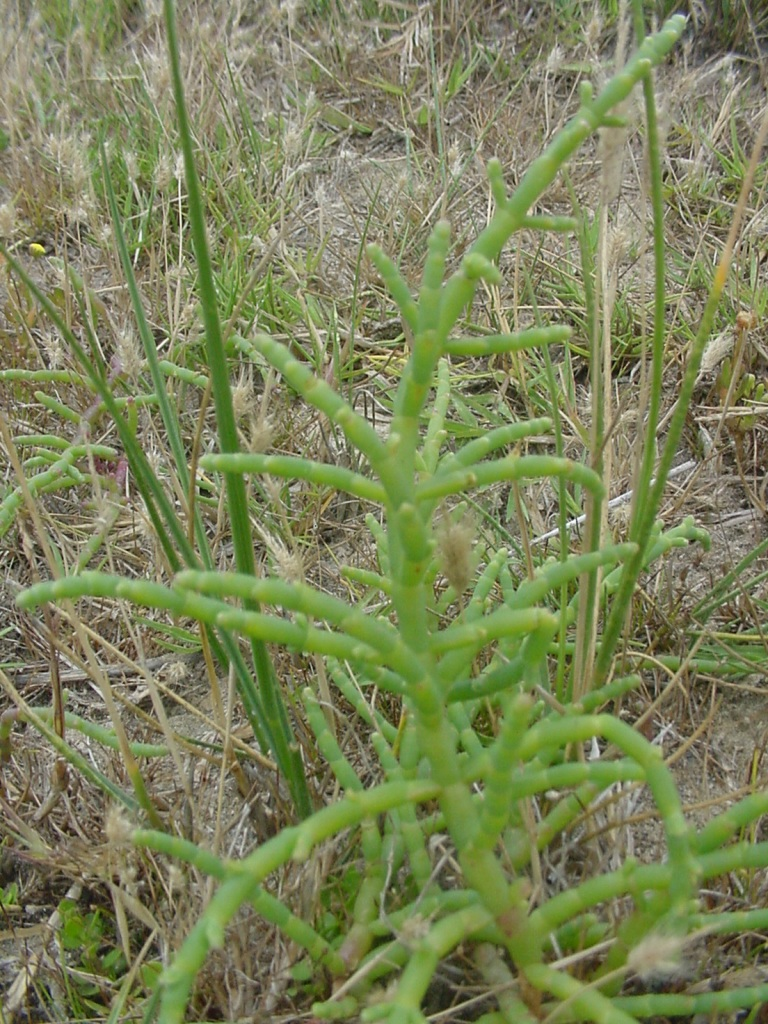